# Jānis Krūmiņš
Jānis Krūmiņš (nacido el 30 de enero de 1930 en Raiskums, Letonia y fallecido el 21 de noviembre de 1994), fue un jugador soviético-letón de baloncesto. Aparte de por sus grandes cualidades como jugador, destacó también por su gran altura, 2,20 m.
Consiguió ganar tres Copas de Europa consecutivas con el ASK Riga, además de seis medallas en competiciones internacionales con la Unión Soviética. 

## Palmarés
- Copa de Europa: 3

ASK Riga: 1958, 1958-59, 1959-60.